# Campus (série télévisée)
Pour les articles homonymes, voir Campus (homonymie) et Time of Your Life.
Campus (Time of Your Life) est un feuilleton télévisé quotidien canadien en 130 épisodes d'environ 25 minutes produit par CFCF-TV et diffusé à partir du 17 octobre 1988 sur le réseau CTV.
Tournée à Montréal, la série a subi plusieurs départs des auteurs et de la grève des comédiens.
Doublée au Québec, la série a été diffusée à partir du 4 septembre 1989 en début d'après-midi sur Télé-Métropole et deux heures plus tard sur les stations du réseau Pathonic.

## Distribution
- Scott William Armstrong (VQ : Pierre Auger) : James Warren
- Ara Carrera (VQ : Johanne Léveillé) : Christine Hutchison
- Jason Cavalier (VQ : Sébastien Dhavernas) : Mickey
- Kara Feifer (VQ : Geneviève de Rocray) : Lisa Greenberg
- Des Gallant (VQ : Benoît Rousseau) : Taylor
- Lana Higgins (VQ : Hélène Lasnier) : Hélène Reardon
- David Lipper (VQ : Antoine Durand) : Kevin Waters
- Françoise Robertson (VQ : Hélène Mondoux) : Laura Moriarty
- Steve Diamond: John Tevlin
- Alan Legros (crédité: Alan Kelping) : Eddie Saunders
- Richard Raybourne : Matt Peters
- Shondelle Riley (créditée: Shandelle Deanne) : Jessie Draygon
- Karen Petersen : Charlie Warren

 Source et légende : version québécoise (VQ) sur Doublage.qc.ca